# 6546 Kaye
458262Kaye (1987 DY4) là một tiểu hành tinh nằm phía ngoài của vành đai chính được phát hiện ngày 24 tháng 2 năm 1987 bởi A. Mrkos ở Klet.
Nó được đặt theo tên của actor Danny Kaye.